# John Gabriël Stedman

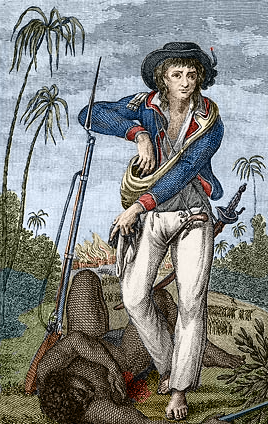
John Gabriel Stedman

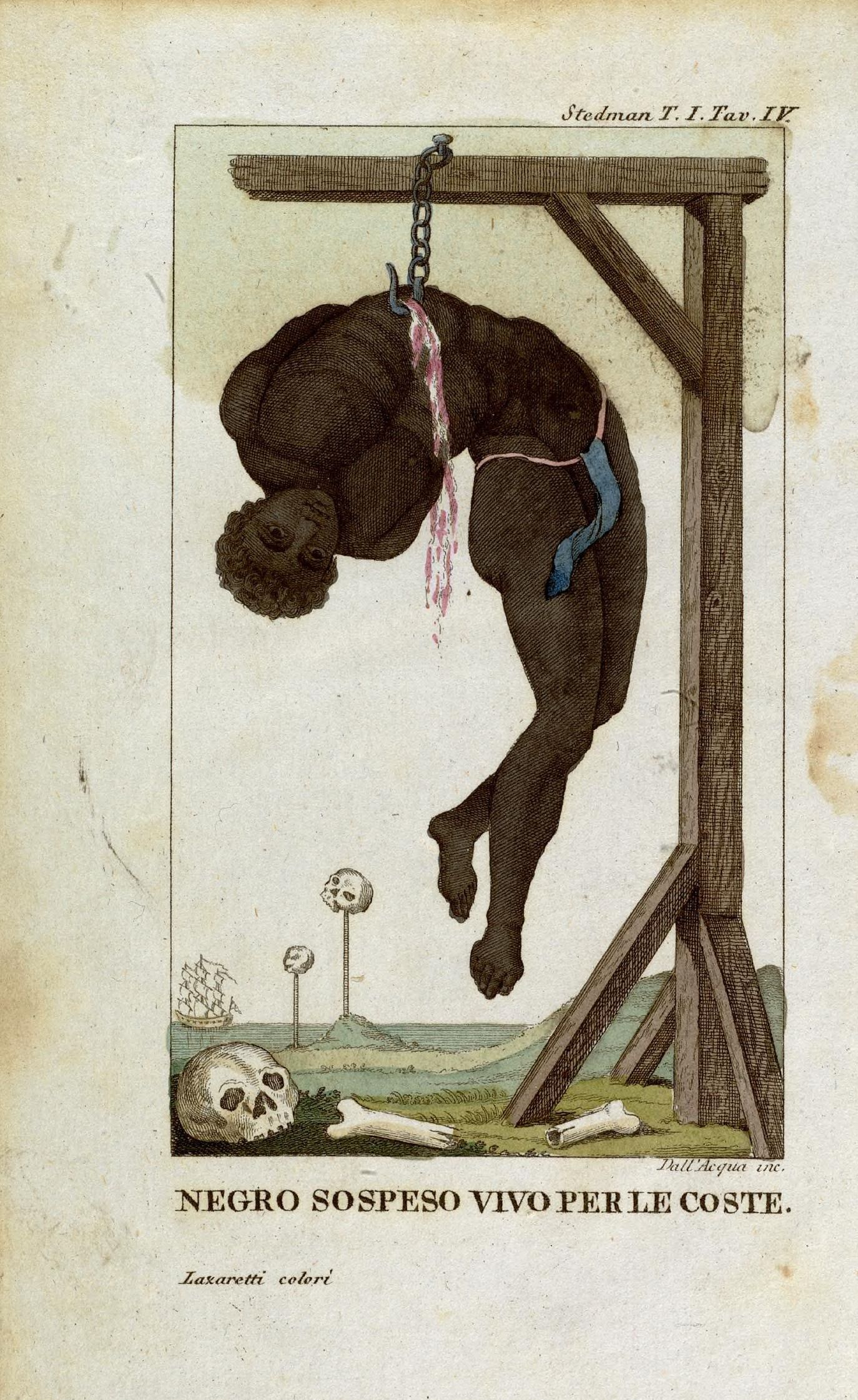
Zwarte man opgehangen aan een rib. (gravure uit de Italiaanse uitgave van Stedmans boek)

John Gabriël Stedman (Dendermonde, 1744 – Devonshire, 5 maart 1797) was een Schots-Nederlandse officier in de Schotse Brigade van het Nederlandse leger. Hij hielp bij het onderdrukken van een slavenopstand in Suriname. Hij werd verliefd op een slavin, en probeerde haar vrij te kopen. Over zijn ervaringen schreef hij het invloedrijke boek Reize naar Surinamen en door de binnenste gedeelten van Guiana. Hierin bekommerde hij zich openlijk om de rechten van de slaven, met name om de vraag of zij als mens behandeld moesten worden. Zijn beschrijving van een verhaal over een moord op een mulattenmeisje veranderde in de loop van de geschiedenis naar een legende over de slavin Alida.

## Levensloop
Stedman werd geboren in de Zuidelijke Nederlanden, als zoon van een Schotse vader en een (Zuid-)Nederlandse moeder. Over zijn moeder (Antonetta Christina van Ceulen, 1710-1788) tekent hij in zijn dagboek op: "it is by her mothers name and decent that we claim the above noble title [of count] so long as the year of our Lord 1562 and which name was Reygersman". Deze pretentie vindt haar oorzaak in de afstamming van zijn grootmoeder Johanna Jansdr. Reigersman (1683–1748) van de Vlaamse (Gentse) patriciërsfamilie Stoop. Enkele familieleden noemden zich inderdaad graaf en de afstammelingen van zijn broer werden in Duitsland midden 19e eeuw in de adelstand verheven. Zijn vader Robert Stedman diende ook als officier bij de Schotse Brigade.
Stedman werd in 1755 naar een Britse oom gestuurd die hem zou opvoeden, maar hij had het bij deze strenge man, die een aanhanger was van de ideeën van Jean-Jacques Rousseau, niet naar zijn zin. Daarom kwam Stedman op twaalfjarige leeftijd weer naar de Republiek. Een kapitein in het leger leidde hem op tot sergeant. In 1760 nam hij dienst bij de Schotse Brigade, die onder gezag van de Staten-Generaal stond. Stedman dronk veel en maakte schulden. Om aan zijn problemen te ontsnappen vertrok hij in 1772 op 28-jarige leeftijd naar Suriname als soldaat. Nog tijdens de overtocht begon hij een dagboek.
In Suriname was een slavenopstand uitgebroken, en de bestuurders van Suriname riepen de hulp van de Staten-Generaal in, die een legertje van 500 man met 5 schepen naar de kolonie stuurden. Stedman meldde zich op 29 oktober 1772 als vrijwilliger voor een expeditie die de opstand moest onderdrukken. Hij kreeg de rang van kapitein, en nam tussen 1773 en 1777 deel aan diverse veldtochten tegen Boni en zijn Marrons in de moerassen ten oosten van de Cottica. Zijn motieven waren deels van financiële aard. Stedman was in Paramaribo verliefd geworden op de 15-jarige slavin Joanna, een mulattin die behoorde tot de inboedel van de suikerrietplantage Fauquemberg aan de rivier de Commewijne, en had met haar een zoon gekregen, Johnny genaamd. Hij hoopte hen vrij te kunnen kopen, maar Stedman kon de koopprijs van 2000 florijnen niet opbrengen en moest zijn geliefde en hun kind daarom achterlaten. Zijn lijfknecht Quaco nam hij wel mee naar Europa na hem eerder te hebben vrijgekocht voor 500 florijnen ofwel 50 pond sterling.
Stedman keerde in 1777 terug naar de zuidelijke Nederlanden, alwaar hij opnieuw dienst nam bij de Schotse Brigade. Als gevolg van de Vierde Engels-Nederlandse Oorlog werd deze brigade in 1783 ontbonden. Alle officieren, waaronder ook Stedman - inmiddels benoemd tot luitenant-kolonel - en zijn broer William George Stedman, werden voor de keuze gesteld: opgaan in de Nationale Militie of terugkeren naar Engeland. Stedman koos voor Engeland, in tegenstelling tot zijn broer William, die in Nederland bleef en wiens zoon hier een glanzende carrière zou opbouwen. 
In diezelfde periode -1782 of 1783, de bronnen zijn er verdeeld over- overleed Joanna in Suriname. Eenmaal in Engeland trouwde Stedman met de Nederlandse Adriana Wierts (1764-1829), door Stedman zelf Adriana Wierts van Coehorn genoemd, en vestigde zich met haar in Tiverton in het graafschap Devonshire. Zij zouden in totaal vijf kinderen krijgen. De oudste zoon werd opgeleid tot zeeman en kwam op 19-jarige leeftijd tijdens zijn eerste reis door verdrinking om het leven. Johny, de zoon van Stedman en Joanna, was na de dood van zijn moeder naar zijn vader gekomen. Hij nam dienst bij de Britse marine, en stierf als adelborst aan boord van een schip in de buurt van Jamaica.
Stedman zelf overleed in Devonshire. Hij wilde naast de plaatselijke zigeunerkoning worden begraven, maar kreeg een graf aan de achterkant van de kerk. Pas in 2000 werd door nabestaanden een steen op zijn graf geplaatst.
In 2003 reisden de Nederlandse filmregisseur Leon Giesen en cameraman Marcel Prins Stedman achterna, om te proberen iets van de sfeer van toen terug te vinden. Dit resulteerde in een samen met IKON geproduceerde documentaire onder de titel Stedman.

## Boek

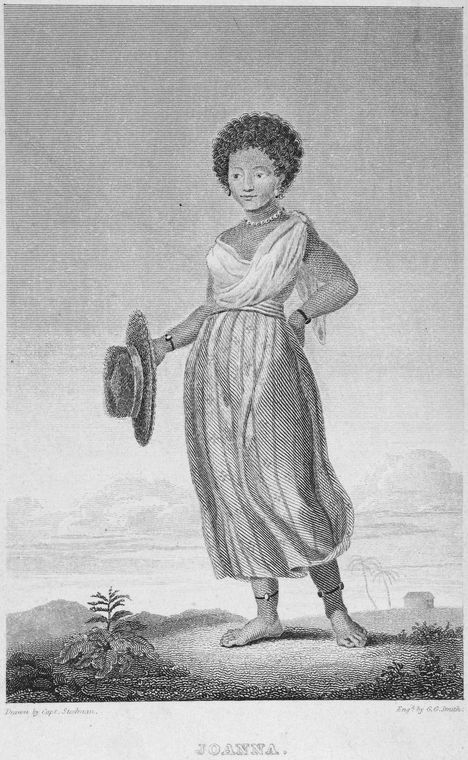
Joanna

Tijdens zijn verblijf in Suriname hield Stedman een dagboek bij. Het beschrijft veel dagelijkse gebeurtenissen en geeft een goed beeld van Suriname, de kolonisten en de slavernij. Hij was een niet onverdienstelijk tekenaar en maakte bij zijn aantekeningen verschillende tekeningen en waterverfschilderingen.
Stedman begon met het beschrijven van zijn verblijf in Suriname op 15 juni 1778. In 1791 overhandigde hij het manuscript aan een uitgever in Londen die zich bewoog in radicale politieke kringen. Hoewel Stedman de gebeurtenissen uit zijn dagboek al aanzienlijk gekuist had, werd het werk niet geschikt geacht voor publicatie.
De uitgever huurde redacteur William Thomson in om het te bewerken. Thomson herschreef het manuscript regel voor regel, en wijzigde of wiste passages die hij niet geschikt achtte voor het publiek, en in enkele gevallen herschreef hij passages zo, dat ze precies het tegenovergestelde weergaven van wat Stedman had meegemaakt. Dezelfde Thomson werd ook ingehuurd door pro-slavernij-groepen om verhandelingen te schrijven. Enkele graveurs, onder andere William Blake, vervaardigden afbeeldingen voor het boek op basis van Stedmans tekeningen. Toen Stedman in 1795 het eerste gekuiste resultaat onder ogen kreeg, weigerde hij het te accepteren. Tot 1796 was hij in conflict met de uitgever met de bedoeling wijzigingen terug te draaien, maar uiteindelijk gaf hij het groene licht voor de publicatie van de in zijn ogen gehavende versie. 
In 1796 werd Stedmans verslag uitgegeven te Londen onder de titel Narrative of a five years' expedition against the revolted Negroes of Surinam. Het zou twee jaar na zijn dood ook in het Nederlands verschijnen. Ondanks de vele aanpassingen aan het manuscript speelde het boek een belangrijke rol in de bewustwording van het Europese publiek ten aanzien van de mensonterende behandeling van slaven. Het boek werd tot 1818 in verschillende landen uitgegeven. In 1824 werd het verhaal rond Stedman en Joanna uit het dagboek gelicht en apart uitgegeven. Het originele manuscript van Stedman uit 1791, dat in 1978 werd teruggevonden in de James Ford Bell Library van de Universiteit van Minnesota, toonde aan dat de tot dan toe gepubliceerde uitgaven een sterk gekuist verhaal bevatten. Stedmans losse seksuele moraal en de meest gruwelijke gewelddadige ervaringen zijn er niet in terug te vinden. Zijn relatie tot Joanna is bovendien sterk geïdealiseerd. In 1988 werd het oorspronkelijke manuscript voor het eerst gepubliceerd.

## Standpunt van de auteur ten opzichte van slavernij
In moderne tijden wordt de auteur wel eens als een eerste tegenstander van de slavernij opgevoerd. Dat was hij zeker niet. De onderstaande passage uit zijn boek vat zijn standpunt samen:
"Zie daar, welke de voornaamste amptenaaren van het bestuur in de Volkplanting van Surinamen zyn. Dit bestuur zoude niet kwaad zyn, indien het niet door eene snoode gierigheid besmet wierd, tot groot nadeel van deeze schoone Bezitting in 't algemeen, en van derzelver inwooners in 't byzonder. Deeze Volkplanting, wel bestuurd wordende, zoude een hof van Eden zyn, niet alleen voor de Europeaanen, maar zelfs voor de slaven. Het zoude niet moeielyk zyn verbeteringen op te geven, noch ook dezelve uit te voeren. Ik zal by eene andere gelegenheid de aanmerkingen mededeelen, welken ik ten deezen opzigte gemaakt heb; en ik twyfele geenzints, of een weinig oplettenheid op een enkel punt, zal de gelukkigste uitwerkingen voortbrengen. En kan ik dan al, even gelyk de Samaritaan, geen balsem op alle wonden gieten, ik zal ten minsten het geneesmiddel kunnen aanwyzen, het welk, op eene gepaste wyze gebezigd wordende, de kwaaien van een groot getal lieden geneezen zoude.
Ik heb de onaangenaame taak ondernomen, om te bewyzen, hoe deeze Volkplanting, door bloeddorstige en gewelddadige middelen, zig zoo dikwils op den oever van haaren ondergang gezien heeft. Hoe roemryker zoude het zyn voor hun, die 'er de magt toe in handen hebben, om niet alleen haar te redden, maar ook met haar, veele fraaie Volkplantingen in de West-Indiën! zy zouden dit doen door middel der beöeffening van eene uitdeelende en algemeene gerechtigheid, en door het geven van een loffelyk voorbeeld van goedwilligheid en menschelykheid.
Ik kan van de verhandeling van het staatkundig bestuur in Surinamen niet afstappen, zonder het afschryven van deszelfs zinspreuk, die met de daaden zoo weinig overëenkomstig is. Zy is deeze: "Justitia, pietas, fides." De wapens zyn in drie deden verdeeld, bevattende, zoo ik meen die van 't Huis van Sommelsdyk, van de West-Indische Maatschappye, en van de Stad Amsterdam: zy worden gedragen door twee klimmende leeuwen, en dienen om het papieren geld te zegelen, enz.—Maar laat ik myn verhaal vervolgen."

## Biografieën
- Roelof van Gelder, Dichter in de jungle. John Gabriel Stedman 1744-1797, Atlas contact, 2018, ISBN 9789045032726 (bekroond met de Libris Geschiedenis Prijs 2019) https://biografieportaal.nl/recensie/john-gabriel-stedman-roelof-van-gelder-dichter/
- Rochus van den Bergh John Gabriël Stedman, Brabantserfgoed.nl, 1 juli 2019
- Willem van Rooij, Quaco, de futuboy, Brabantserfgoed.nl, 1 juli 2019 (Quaco was de lijfknecht van Stedman)

- Bibsys: 5051598
- Bibliothèque nationale de France: cb12140996s (data)
- Author citation (botany): Stedman
- Biografisch Portaal: 86233088
- CiNii: DA03043644
- Digitale Bibliotheek voor de Nederlandse Letteren: sted001
- Gemeinsame Normdatei: 104196106
- International Standard Name Identifier: 0000 0001 1874 8146
- Library of Congress Control Number: n87865291
- National Gallery of Victoria: 26143
- Nationale bibliotheek van Australië: 35521341
- Nationale Bibliotheek van Israël: 987007274886605171
- Nationale en Universitaire bibliotheek Zagreb: 000685820
- Nederlandse Thesaurus van Auteursnamen: 071309152
- Réseau des bibliothèques de Suisse occidentale: 02-A003859757
- RKD-Nederlands Instituut voor Kunstgeschiedenis: 272549
- LIBRIS: 267658
- SNAC: w6z91xqk
- Système universitaire de documentation: 068528345
- Trove: 983005
- Virtual International Authority File: 34493199
- WorldCat: E39PBJfCCPjJvkmJKFJtYj8Bfq